# Tangled Up in Blue
Pistes de Blood on the Tracks
Simple Twist of Fate
Tangled Up in Blue est une chanson de Bob Dylan issue de son album Blood on the Tracks (1975).
Couramment citée par les fans parmi les meilleures chansons de Dylan, Tangled Up in Blue est classée 67e dans le classement des « 500 meilleurs morceaux de tous les temps » du magazine Rolling Stone.
Cette chanson apparaît dans le jeu Rock Band 2.

## Contenu
Tangled Up in Blue est une chanson fort évocatrice du style de poésie de Bob Dylan dans lequel les notions rationnelles d'espace et de temps sont mises à mal. Dans une interview de 1978 il expliquait son style de cette manière: "Il n'y a pas de notion du temps. On ne respecte pas le temps. Vous avez hier, aujourd'hui et demain dans la même pièce, et tout peut arriver.".
Selon les interprétations, le morceau raconte les hauts et les bas d'un couple, ou d'un triangle amoureux, ou de plusieurs couples, qui n'arrêtent pas de se déchirer et de se refaire au fil de la chanson. La fin elle-même est ouverte, et le protagoniste manifeste son intention de reconquérir à nouveau son amour perdu:
So now I'm goin' back again,
I got to get to her somehow...
Ce qui peut se traduire comme ça :
Donc je repars à nouveau,
Il faut que je la retrouve d'un manière ou d'une autre...
On retrouve donc une impression cyclique, comme si le(s) couples étai(en)t parti(s) pour se déchirer et se reformer indéfiniment. Ceci est représentatif de la thématique générale de l'album Blood on the Tracks, qui a été écrit et enregistré durant des problèmes de couples avec sa femme Sara Dylan, problèmes qui allaient conduire à leur divorce quelques années plus tard.
L'ambiguïté sur le nombre de protagonistes et leur rôle exact est amplifiée par les changements de pronoms dans la plupart des versions du morceau. En effet, dans les premières versions enregistrées en studios, ainsi que dans toutes les versions live, le morceau est d'abord raconté à la troisième personne et passe subitement à la première personne au cours de l'histoire. Curieusement, cet effet de style courant chez Bob Dylan est absent de la version choisie pour l'album, ou l'histoire est racontée entièrement à la première personne, ce qui accentue l'impression autobiographique, mais fait perdre une partie de sa "multi-dimensionalité".
La chanson est probablement une des favorites de Dylan lui-même, qui continue à la jouer très souvent en concert, parfois avec des paroles partiellement ou complètement réécrites, comme sur l'album Real Live (1984) où les paroles sont radicalement différentes. Néanmoins après cette grande modification annoncée à l'époque par le chanteur comme définitive et supérieure à l'originale, Dylan est revenu progressivement aux paroles originales, avec de légères et ponctuelles modifications. Comme pour tout le répertoire live de Dylan, les accompagnements, le rythme et le style de la chanson sont également constamment renouvelés.

## Distinctions
En 1995, Tangled Up in Blue est sélectionnée par le Rock and Roll Hall of Fame, comme l'une des « 500 chansons qui ont façonné le rock 'n' roll ».
Le morceau fait partie des « 500 plus grandes chansons de tous les temps » selon le magazine Rolling Stone. Elle est classée en 68e position en 2004 et en 2010, puis 67e dans la liste révisée en 2021.